# Герасимовка (Тавдинський міський округ)
Гера́симовка (рос. Герасимовка) — присілок у складі Тавдинського міського округу Свердловської області.
Населення — 288 осіб (2010, 414 у 2002).
Національний склад населення станом на 2002 рік: росіяни — 93 %.